# ブルーノ・エンヒキ・コルシーニ
ブルーノ・エンヒキ（Bruno Henrique）ことブルーノ・エンヒキ・コルシーニ（ポルトガル語: Bruno Henrique Corsini、1989年10月21日 - ）は、ブラジルのサッカー選手。ポジションはMF。

## クラブ歴
2008年にイラチSCで選手となり4年を過ごした。2012年にロンドリーナECに移籍。2013年7月12日に半年の契約でアソシアソン・ポルトゥゲーザ・ジ・デスポルトスに期限付き移籍。21日にスターティングメンバーとしてカンピオナート・ブラジレイロ・セリエA初出場を記録。8月1日に同リーグ初得点を記録した。
2014年にSCコリンチャンス・パウリスタに完全移籍。2016年にイタリア・セリエAのUSチッタ・ディ・パレルモに完全移籍しレギュラーとして1シーズン過ごした後、SEパルメイラスに移籍した。
2020年10月、アル・イテハドに移籍した。